# Ганя Іван Іванович
Іва́н Іва́нович Га́ня — український військовик, учасник російсько-української війни, молодший сержант МВС України.

## Життєпис
Народився 1965 року в місті Нововолинськ; закінчив нововолинську ЗОШ № 4. 1992 року брав участь у миротворчій операції ООН в Югославії, за що має три нагороди.
З початку червня 2014-го — доброволець, молодший сержант резерву, старший кулеметник БТР-а, 2-й батальйон спеціального призначення НГУ «Донбас».
Перебував у складі розвідувальної групи зі спецзавданнями (командир — Володимир Пушкарук). Навіть перебуваючи у Іловайську, родині казав, що він у Харкові. 29 серпня 2014-го підрозділ вирвався із оточення, Іван був за кулеметом, у Червоносільському, коли намагався полагодити один з автотранспортних засобів батальйону та відстрілювався, загинув від кулі снайпера. «Тур» був у кабіні; загинув разом з «Редом», «Бані», «Восьмим», «Бірюком» та «Ахімом».
Третього вересня тіла 97 полеглих українських вояків привезено до дніпропетровського моргу. 16 жовтня 2014 року тимчасово похований як невпізнаний герой на Краснопільському цвинтарі Дніпропетровська.
Упізнаний за тестами ДНК, перепохований 22 серпня 2015-го в Нововолинську з військовими почестями, у місті оголошено жалобу. Без Івана лишилися дружина Олена й дорослий син.

## Нагороди і вшанування
За особисту мужність, сумлінне та бездоганне служіння Українському народові, зразкове виконання військового обов'язку відзначений — нагороджений
- 15 вересня 2015 року — орденом «За мужність» III ступеня (посмертно).
- Його портрет розміщений на меморіалі «Стіна пам'яті полеглих за Україну» у Києві: секція 3, ряд 7, місце 23
- Вшановується 29 серпня на щоденному ранковому церемоніалі вшанування українських захисників, які загинули цього дня у різні роки внаслідок російської збройної агресії[2]
- Іловайський Хрест (посмертно)
- У школі № 4 міста Нововолинськ встановлено меморіальні дошки загиблим бійцям, які навчалися у цьому навчальному закладі — серед них й Івану Гані
- почесний громадянин міста Нововолинськ (2018; посмертно)[3]